# Paul Frommelt
Paul Frommelt (Schaan, 9 agosto 1957) è un ex sciatore alpino liechtensteinese.

## Biografia

### Stagioni 1975-1984
Specialista delle prove tecniche figlio del fondista Christof e fratello dello sciatore alpino Willi e del tennistavolista Peter, a loro volta atleti di alto livello, Frommelt debuttò in campo internazionale in occasione degli Europei juniores Mayrhofen 1975, dove vinse la medaglia di bronzo nello slalom speciale; nel 1976 ottenne il suo primo risultato di rilievo in Coppa del Mondo (9º nello slalom speciale di Wengen dell'11 gennaio) ed esordì ai Giochi olimpici invernali, a Innsbruck 1976 non completò la prova di slalom gigante.
L'anno dopo, il 3 gennaio 1977 a Laax, colse in slalom speciale il primo podio in Coppa del Mondo (2º), mentre ai successivi Mondiali di Garmisch-Partenkirchen 1978, suo esordio iridato, nella medesima specialità si aggiudicò la medaglia di bronzo. Il 14 gennaio 1979 a Crans-Montana ottenne, ancora in slalom speciale, la prima vittoria in Coppa del Mondo e ai successivi XIII Giochi olimpici invernali di Lake Placid 1980 non portò a termine né lo slalom gigante né lo slalom speciale. Nemmeno nella successiva rassegna olimpica di Sarajevo 1984, dove gareggiò solo nello slalom speciale, riuscì a tagliare il traguardo.

### Stagioni 1985-1990
Nel 1985 e nel 1986 chiuse la stagione di Coppa del Mondo al secondo posto nella classifica di slalom speciale, superato rispettivamente da Marc Girardelli di 45 punti e da Rok Petrovič di 25 punti, vincendo tra l'altro, il 19 gennaio 1986, il classico slalom speciale della Ganslern di Kitzbühel; ai Mondiali di Crans-Montana 1987 fu 9º nello slalom speciale.
Ai XV Giochi olimpici invernali di Calgary 1988, sua ultima presenza olimpica, si aggiudicò la medaglia di bronzo nello slalom speciale, oltre a classificarsi 16º nello slalom gigante. Nella stessa stagione 1987-1988, il 26 marzo a Saalbach-Hinterglemm, si aggiudicò, ancora in slalom speciale, la sua ultima vittoria, nonché ultimo podio, in Coppa del Mondo. Prese il via per l'ultima volta a una rassegna iridata a Vail 1989, dove fu 7º in slalom speciale; sempre fra i pali stretti ottenne anche l'ultimo piazzamento in carriera, nella prova di Coppa del Mondo di Sälen del 12 marzo 1990 chiusa all'11º posto.

## Bilancio della carriera
Insieme con il connazionale Andreas Wenzel fu uno dei pochi specialisti dello slalom speciale in grado di rivaleggiare, nel periodo compreso tra la fine degli anni 1970 e il decennio seguente, con il fuoriclasse svedese Ingemar Stenmark, riuscendo ad aggiudicarsi in carriera quattro gare in Coppa del Mondo, con venticinque podi complessivi. Ottenne inoltre due medaglie di bronzo, la prima in occasione dei Mondiali del 1978 di Garmisch-Partenkirchen in Germania Ovest, la seconda ai XV Giochi olimpici invernali di Calgary 1988 in Canada.

## Palmarès

### Olimpiadi
- 1 medaglia:
  - 1 bronzo (slalom speciale a Calgary 1988)

### Mondiali
- 1 medaglia:
  - 1 bronzo (slalom speciale a Garmisch-Partenkirchen 1978)

### Europei juniores
- 1 medaglia[2]:
  - 1 bronzo (slalom speciale a Mayrhofen 1975)

### Coppa del Mondo
- Miglior piazzamento in classifica generale: 10º nel 1977
- 25 podi (tutti in slalom speciale):
  - 4 vittorie
  - 8 secondi posti
  - 13 terzi posti

#### Coppa del Mondo - vittorie
| Data            | Località             | Paese          | Specialità |
| --------------- | -------------------- | -------------- | ---------- |
| 14 gennaio 1979 | Crans-Montana        | Svizzera       | SL         |
| 13 gennaio 1981 | Oberstaufen          | Germania Ovest | SL         |
| 19 gennaio 1986 | Kitzbühel            | Austria        | SL         |
| 26 marzo 1988   | Saalbach-Hinterglemm | Austria        | SL         |

Legenda:

SL = slalom speciale

### Campionati svizzeri
- 4 medaglie[senza fonte] (dati parziali, dalla stagione 1976-1977)[3]:
  - 4 ori (slalom speciale nel 1977; slalom speciale nel 1979; slalom speciale nel 1987; slalom speciale nel 1990)[senza fonte]